# Христакис, Александрос
Але́ксандрос Н. «Але́кос» Христа́кис (греч. Αλέξανδρος Ν. «Αλέκος» Χρηστάκης, английский вариант имени — Алекса́ндр Н. «Але́ко» Криста́кис (англ. Alexander N. «Aleco» Christakis); род. 1937, Архане, Крит, Греция) — греко-американский учёный в области социологии, системологии и кибернетики, университетский преподаватель, известный по «изучению и проектированию социальных систем». Сооснователь, организационный консультант и член Римского клуба. Президент Общества исследований по общей теории систем (2002).

## Биография
Выпускник Афинского колледжа.
В 1956 году иммигрировал в США.
Окончил Принстонский университет со степенью бакалавра наук в области теоретической физики (1959) и Йельский университет со степенью доктора философии в области теоретической ядерной физики (1964). Позднее до 1970 года изучал градостроительство и системологию.
После рождения сына Николаса вернулся в Грецию, где стал сотрудником архитектурной фирмы «Doxiadis Associates» Константиноса Доксиадиса.
В 1968 году стал соучредителем Римского клуба, сотрудничал с Аурелио Печчеи, Эрихом Янчем и Хасаном Озбекханом.
С 1970-х годов работал в Йельском университете, Джорджтаунском университете, Афинском национальном университете имени Каподистрии и Виргинском университете. Также на протяжении пяти лет занимал пост директора Центра интерактивного менеджмента Университета Джорджа Мейсона.
В 1989 году основал фирму в сфере управленческого консалтинга «CWA Ltd.», CEO которой являлся до 2013 года.
Президент основанной им в 2002 году некоммерческой организации «Institute for 21st Century Agoras» и партнёр консалтинговой компании «Dialogic Design International».
С 2006 года — член совета директоров компании «Americans for Indian Opportunity».
С 2006 года — член совета директоров организации «Future Worlds Center».
Член редакционных коллегий нескольких журналов, в том числе «Systems Research and Behavioral Science», «Systems: Journal of Transdisciplinary Systems Science» и «Journal of Applied Systems Studies».

## Вклад в укрепление мира
Оказывает поддержку мирному процессу на Кипре и Ближнем Востоке. Совместно с греческим (кипрским) предпринимателем и учёным Яннисом Лаурисом возглавлял серию масштабных диалогов с использованием структурированного диалогического дизайна.

## Награды и почести
- Demosophia Award
- Creative Programming Award
- 2007 — Hellenic Society for Systemic Studies Medal (Греческое общество системных исследований[англ.])

## Публикации
Автор многочисленных научных статей, соавтор трёх книг.

### Книги
- 2009. The Talking Point:Creating an Environment for Exploring Complex Meaning. With T.R. Flanangan. Boston, MA: Information Age Publishing.
- 2006. Co-laboratories of democracy: how people harness their collective wisdom to create the future. With Kenneth C. Bausch. Boston, MA: Information Age Publishing.
- 2005. Pragmatic Design Dialogue.

### Избранные статьи
- 1970. «The Predicament of Mankind Quest for Structured Responses for Growing World-wide Complexities and Uncertainties». With co-authors like Hasan Özbekhan, Erich Jantsch, Peccei, …and others (PDF)
- 1987. John N. Warfield, and Christakis, A.N. "Dimensionality, " Systems Research 4, pp. 127—137
- 2004. «Retrospective Inquiry of the predicament of menkind prospectus of the Club of Rome»
- 2009. Interview: Learnings and Vistas based on revisiting 40 years of the «Global Problematique»  Interview in Europe’sWorld Архивная копия от 4 марта 2012 на Wayback Machine by Heiner Benking , November, 2009
- 2011. Interview: The Predicament of the Individual, Communities, and Humankind in the 21st Century Архивная копия от 29 ноября 2012 на Wayback Machine by Heiner Benking  (недоступная ссылка), September 2011